# Naturschutzgebiet Alte Lippe und Ehemaliger Radbodsee
Koordinaten: 51° 40′ 56″ N, 7° 45′ 58″ O

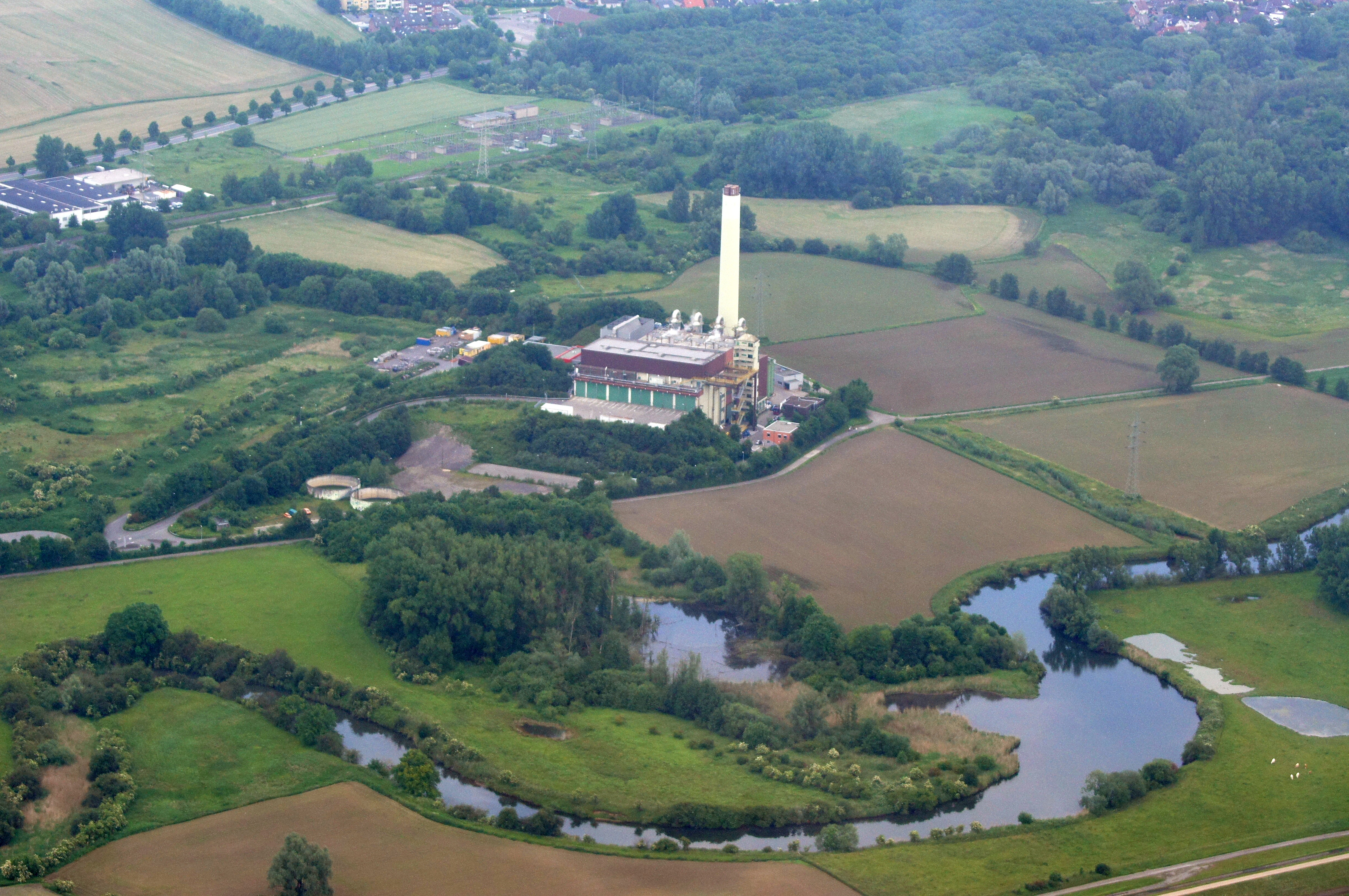
Naturschutzgebiet Alte Lippe und Ehemaliger Radbodsee (Juni 2014)

Das Naturschutzgebiet Alte Lippe und Ehemaliger Radbodsee liegt auf dem Gebiet der kreisfreien Stadt Hamm in Nordrhein-Westfalen.
Das aus zwei Teilflächen bestehende rund 89,47 ha große Gebiet, das im Jahr 1989 unter der Schlüsselnummer HAM-003 unter Naturschutz gestellt wurde, erstreckt sich südlich von Hövel, einem Ortsteil von Hamm. Nördlich des Gebietes verläuft die Landesstraße L 507, südlich fließen die Lippe und der Datteln-Hamm-Kanal.